# セシル・グールド

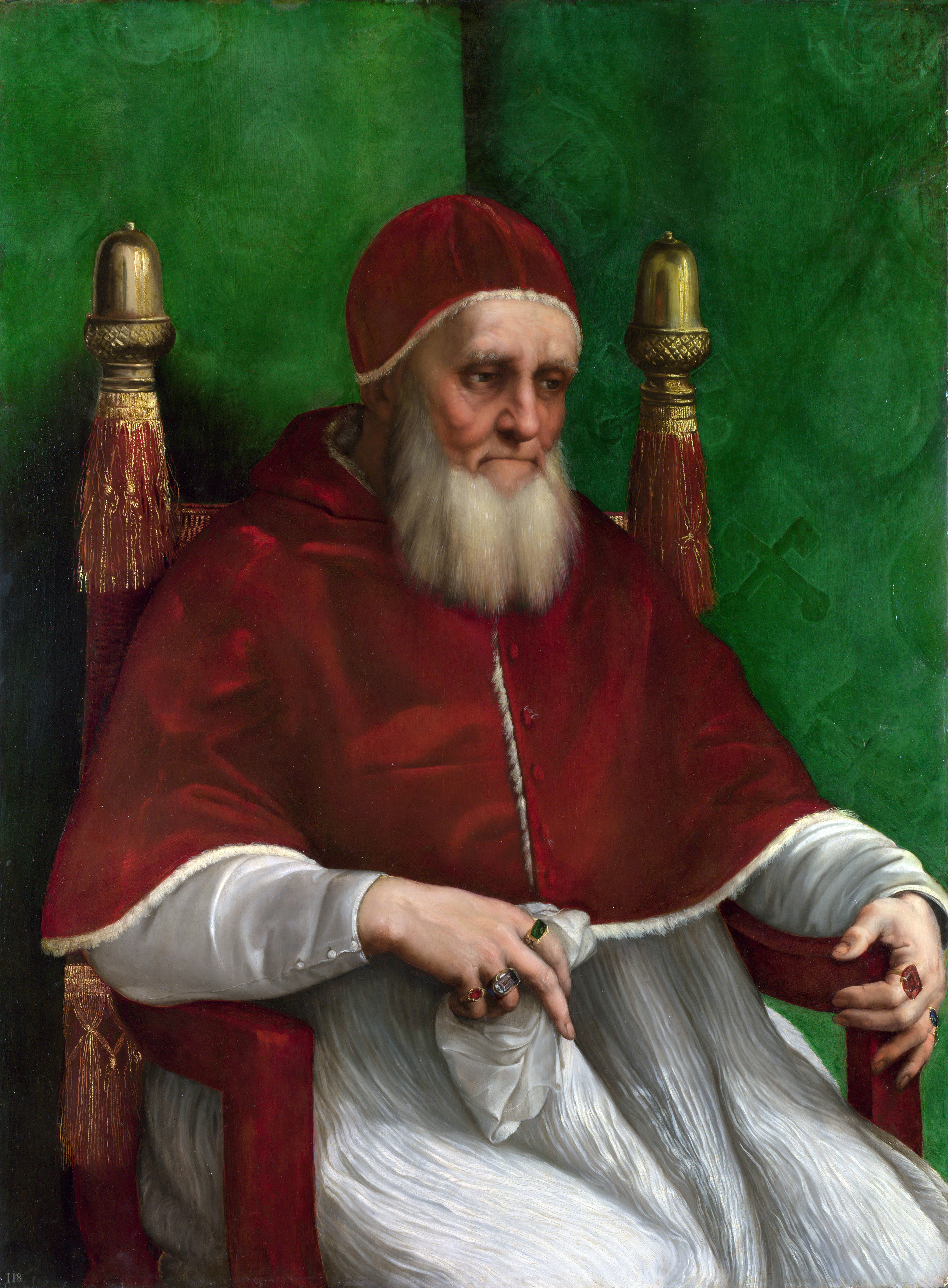
ラファエロ作 『教皇ユリウス2世の肖像』

セシル・グールド（Cecil Hilton Monk Gould、1918年5月24日 - 1994年4月7日）は、イギリスの美術史家、美術館学芸員である。ルネッサンス期の絵画を専門家であった。ロンドンのナショナル・ギャラリーの学芸員、副館長を務めた。

## 略歴
ロンドンで生まれた。父親は、海軍の将校で、航海時計の歴史に関する著作のあるルパート・グールド（1890-1948）である。グールドが9歳の時、両親は離婚し
母親と暮らした。1939年にコートールド美術研究所で研究を始めたが、第二次世界大戦の始まり、学位を取得することはできなかった。第二次世界大戦中はイギス空軍情報部のパイロットとして勤務し、1941年から1943年の間はエジプトに赴任し、その後はノルマンディーで勤務した。1945年の初め、連合軍の民政部・軍政部の指揮下で戦地の文化財保護を支援する部署で働いた。
1946年からナショナル・ギャラリーに勤務し、1987年まで働き、最後の5年間は副館長を務めた。ナショナル・ギャラリーを退職した後、ウエスト・ドーセットのソーンコムで暮らした 。多数の著作を残した。
特筆すべき業績としては、1970年に、それまで模写ではないかとされていたナショナル・ギャラリー所蔵の『教皇ユリウス2世の肖像』がラファエロの真筆であることを立証したこどなどがある。
1994年にサマセットのChardで亡くなった。

## 著作
- The Sixteenth Century Venetian School 1959 (National Gallery Catalogue Series)
- The Sixteenth Century Italian Schools (excluding the Venetian) 1962 (National Gallery Catalogue Series)
- The last two were revised and combined as: The Sixteenth Century Italian Schools 1975 (National Gallery Catalogue Series) ISBN 978-0-947645-22-9
- Michelangelo: Battle of Cascina 1966 University of Newcastle upon Tyne
- Titian 1969 Hamlyn
- Martin Daviesと共著 French School: Early 19th Century Impressionists, Post-Impressionists etc. 1970 (National Gallery Catalogue Series)
- Leonardo: The Artist and the Non-Artist 1975 Weidenfeld and Nicolson ISBN 978-0-297-77000-8
- The Paintings of Correggio 1978 Cornell University Press
- Bernini in France: An Episode in Seventeenth Century History 1981 Weidenfeld and Nicolson ISBN 978-0-297-77944-5
- Parmigianino 1995 Abbeville Press ISBN 978-1-55859-892-8